# Manapla
Manapla est une localité de la province du Negros occidental, aux Philippines. En 2015, elle compte 54 845 habitants.